# Afval (vuilnis)

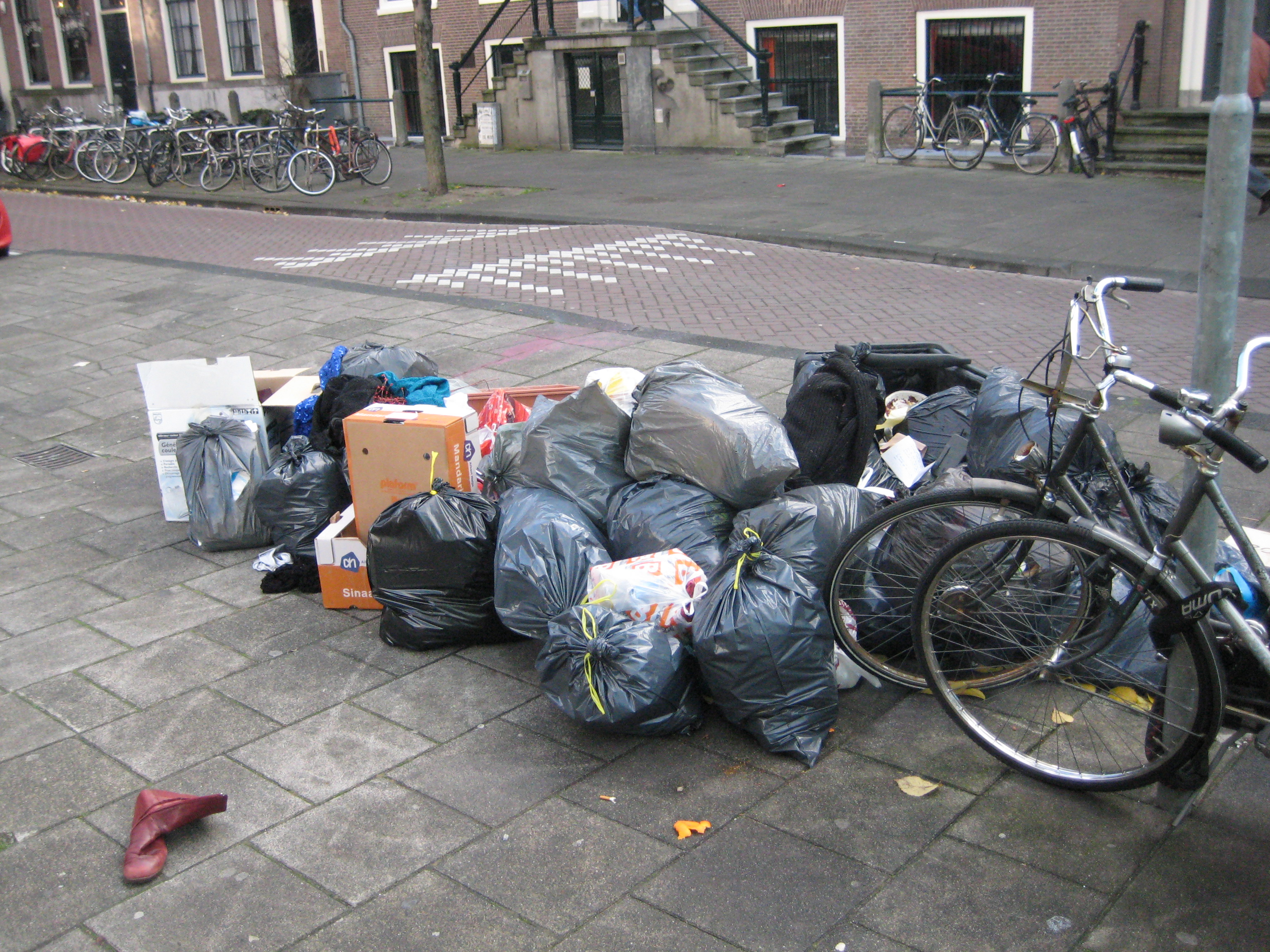
Vuilniszakken in Amsterdam

Afval of vuilnis zijn stoffen, materialen en producten waarvan de eigenaar zich wil ontdoen. Het afval dient door een erkende afvalinzamelaar te worden opgehaald. Deze afvalinzamelaar zal afhankelijk van de eigenschappen en herkomst van het afval een verwerkingsmethode kiezen. In tegenstelling tot vroeger wordt nog maar een klein deel gestort op een stortplaats.
Er wordt onderscheid gemaakt tussen:
- Huishoudelijk afval
- Bedrijfs- en industrieel afval: afval dat bedrijven produceren in de loop van hun productieproces
- Bouw- en sloopafval: afval dat vrijkomt bij het (ver)bouwen of slopen van gebouwen.
- Grof vuil: meubels, bedden, koelkasten, wasmachines etc. die afgedaan hebben: eigenlijk alles wat niet redelijkerwijze in één vuilniszak past.

## Geschiedenis
Gedurende het grootste deel van de geschiedenis was de hoeveelheid afval die door mensen werd gegenereerd onbeduidend vanwege de lage bevolkingsdichtheid. Bovendien bestond het afval toen voornamelijk uit as en biologisch afbreekbaar materiaal. Dit had minimale impact op het milieu. Gereedschap gemaakt van hout of metaal werd over het algemeen hergebruikt of doorgegeven van generatie op generatie.
Volgens de stadsrekening van Antwerpen van 1401 was er al een ambtenaar, genaamd de slykmyder, belast met het schoonhouden van de markten en de bruggen. Ook de inwoners dienen dan regelmatig hun straat schoon te maken en het afval naar een terrein buiten de stad te brengen. Midden 15e eeuw wordt het recht om huisvuil op te halen verpacht door de magistraat.
Sinds de industriële revolutie is de hoeveelheid en diversiteit van het afval enorm toegenomen. Daarnaast nam het aandeel schadelijk tot zeer schadelijke stoffen flink toe. Doordat afval ongecontroleerd werd gedumpt en op verlaten plekken werd verbrand, nam de druk op het milieu toe. De gevolgen hiervan werden voor mens en natuur steeds meer merkbaar. In de jaren 70 van de 20e eeuw kwam er een kentering in het beleid. Door de toenemende milieu-impact en het bewust worden van de schaarste van grondstoffen werd het afvalbeleid gericht op bescherming van het milieu en op hergebruik. Met de introductie van de Ladder van Lansink werd richting gegeven aan de ideale verwerking van het afval. De voorkeursvolgorde was:
1. Preventie
2. Hergebruik
3. Verbranden
4. Storten

Tegenwoordig komen bij storten en verbranden in een afvalverbrandingsinstallatie nog maar zeer beperkt schadelijke stoffen als dioxines, fijn stof, kwik en andere zware metalen vrij. Verbranden van afvalstoffen is alleen nog toegestaan indien aan strenge regels wordt voldaan. Tegenwoordig wordt ruim 80% van het afval nuttig toegepast/hergebruikt.
Als (huishoudelijk) afval verbrand wordt, mag de stroom die hiermee wordt opgewekt in 2008 voor 48% als groene stroom worden geboekt, vanwege de biomassa in het afval. Vanwege de fossiele oorsprong moet de overige 52% als "grijze" stroom worden geboekt.

## Samenstelling afval
De volgende categorieën afval kunnen worden onderscheiden:
- chemisch afval
- elektronisch afval
- glasafval
- groente-, fruit- en tuinafval (gft)
- klein chemisch afval of klein gevaarlijk afval
- kunststofafval
- landbouwafval
- papier- en kartonafval, waaronder reclamedrukwerk
- pcb's
- radioactief afval
- restafval
- schroot
- textielafval

Hieronder staat wat een gemiddeld persoon per jaar aan afval weggooit:
| Afvalgroepen                     | Gewicht | Percentage |
| -------------------------------- | ------- | ---------- |
| GFT-afval                        | 250 kg  | 50%        |
| Papier en karton                 | 125 kg  | 25%        |
| Glas                             | 50 kg   | 10%        |
| Plastic en andere kunststoffen   | 25 kg   | 5%         |
| Textiel                          | 15 kg   | 3%         |
| Metalen                          | 10 kg   | 2%         |
| Overig afval (hout, stenen enz.) | 25 kg   | 5%         |

## Verwerking

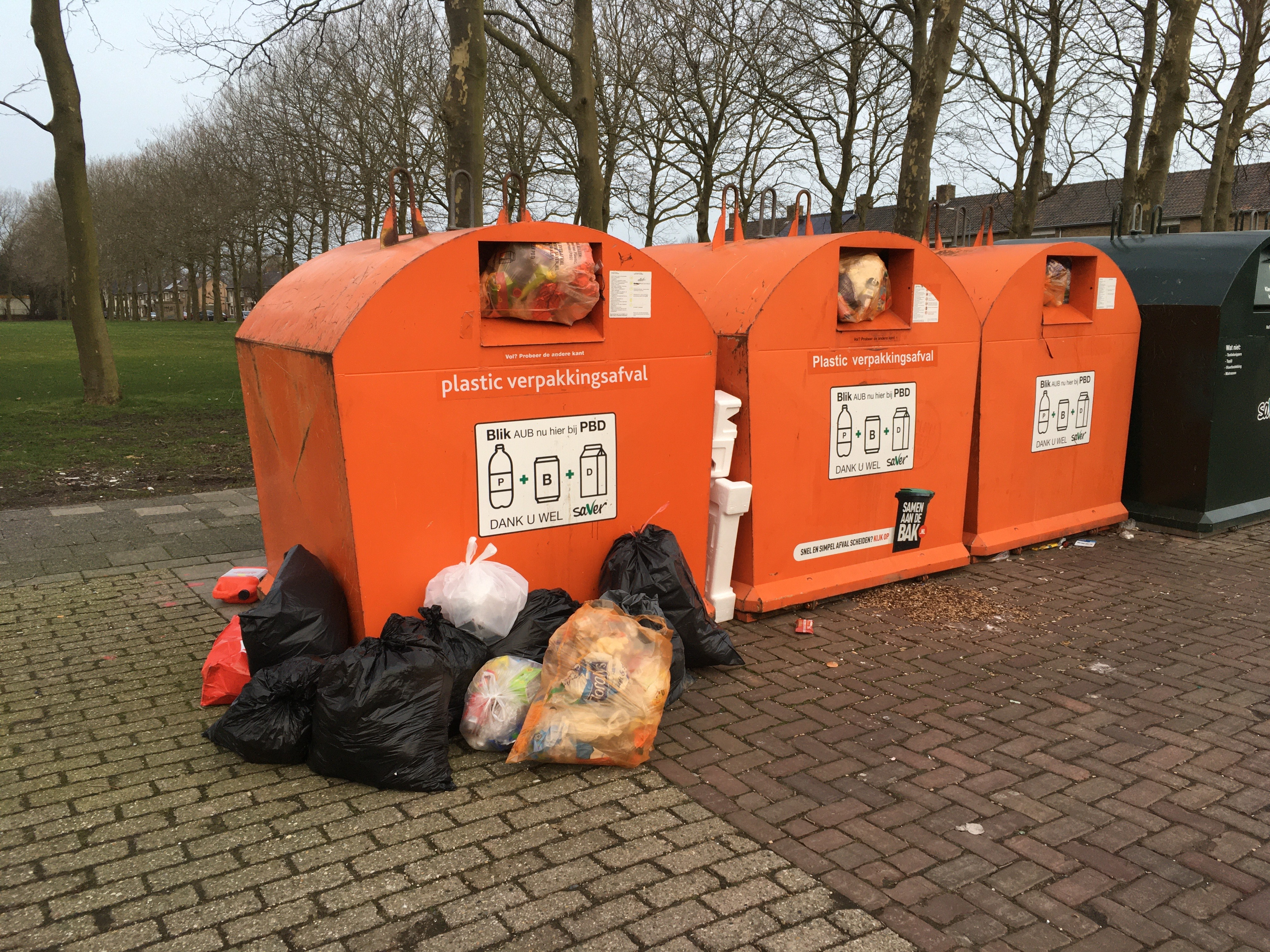
Gemeente Halderberge gebruikt containers voor het gescheiden inzamelen van plastic afval.

Sommige afvalstromen vragen om conditionering.  Andere afvalstromen kunnen worden gescheiden in componenten die geschikt zijn voor hergebruik of recyclage ter besparing van grondstoffen en energie. Van afvalscheiding bestaan twee varianten: Voor- of bronscheiding gebeurt voordat afval wordt weggegooid, nascheiding heeft plaats nadat afval is weggegooid.
In Nederland hebben gemeenten veel ruimte om hier zelf beleid vast te stellen. Hierdoor verschillen gemeenten onderling en past de ene gemeente bronscheiding toe, en de andere nascheiding. En zelfs onder de gemeente die bronscheiding toepassen zijn er verschillen. Zo zamelt de ene het plastic in huis-aan-huis, via minicontainers of afvalzakken, terwijl de andere gemeente hiertoe containers plaatst.
Uiteindelijk blijft er een hoeveelheid restafval over die in Nederland wordt verbrand, maar in andere landen ook wel wordt gestort.

## Afbeeldingen

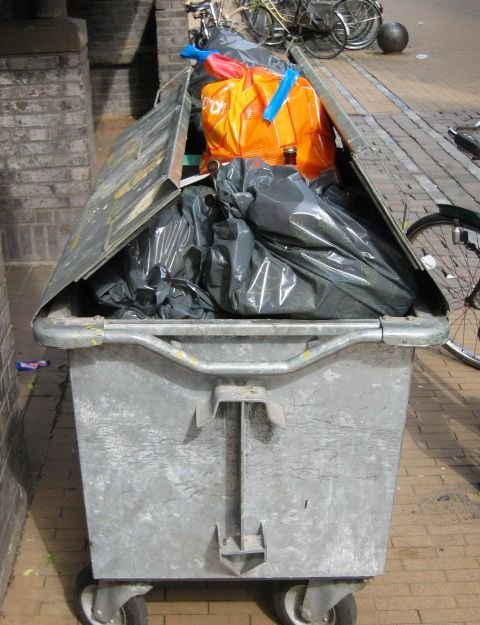
Container met vuilnis
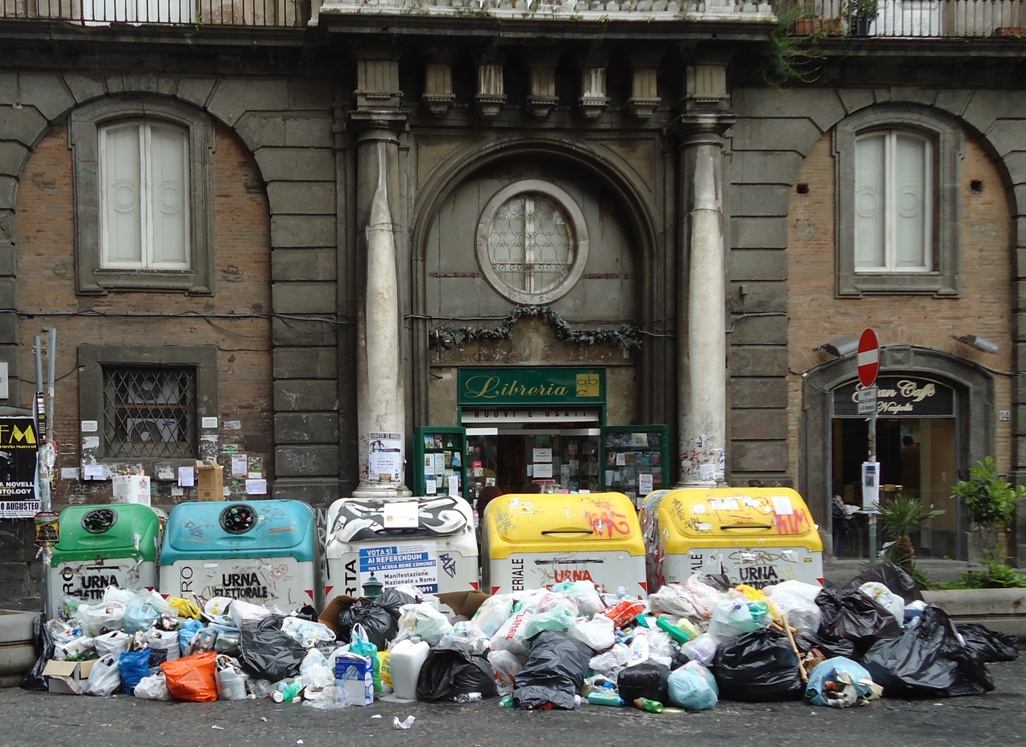
Containers voor gescheiden afvalinzameling in Napels
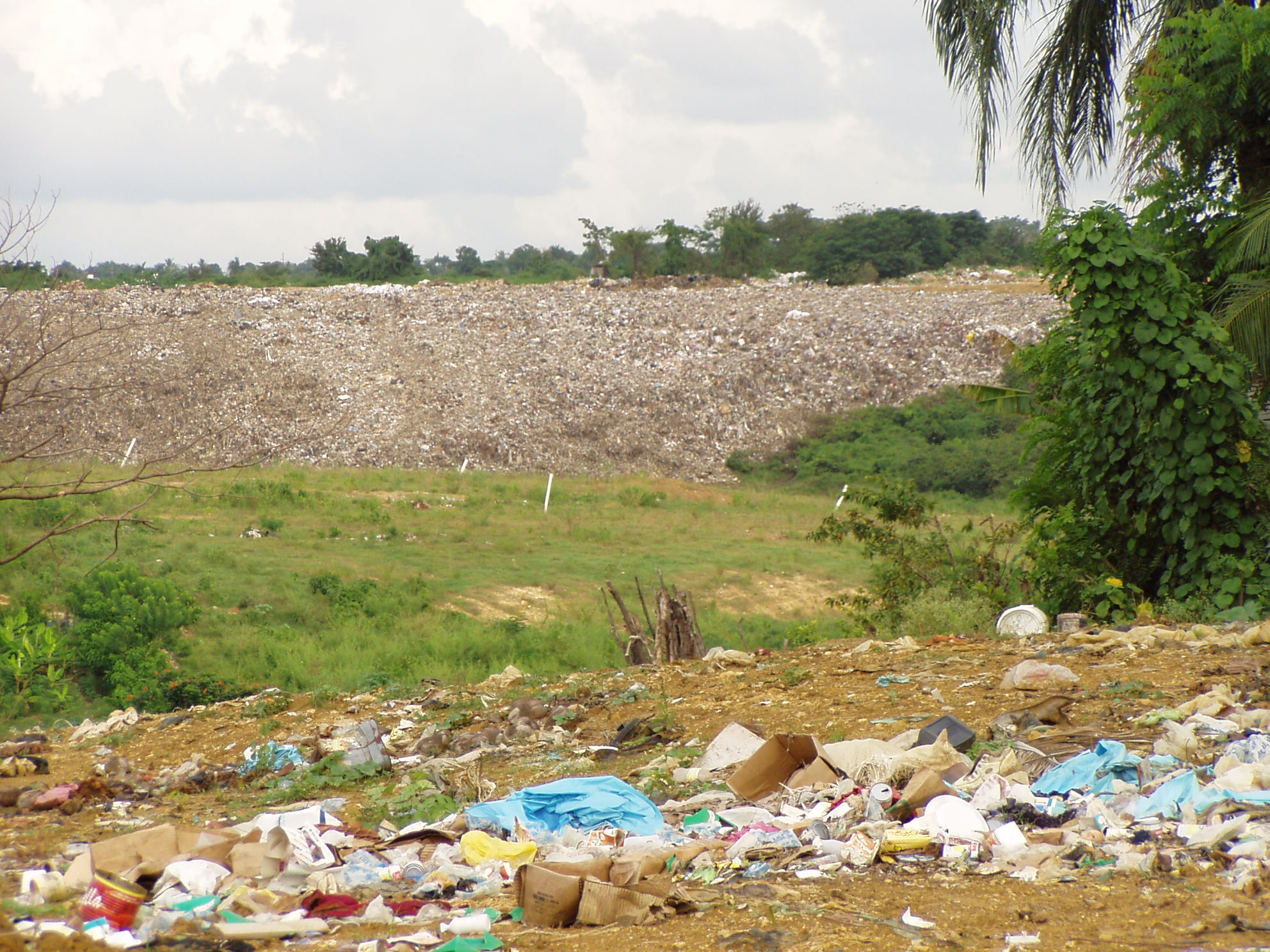
Vuilnis in de Dominicaanse Republiek
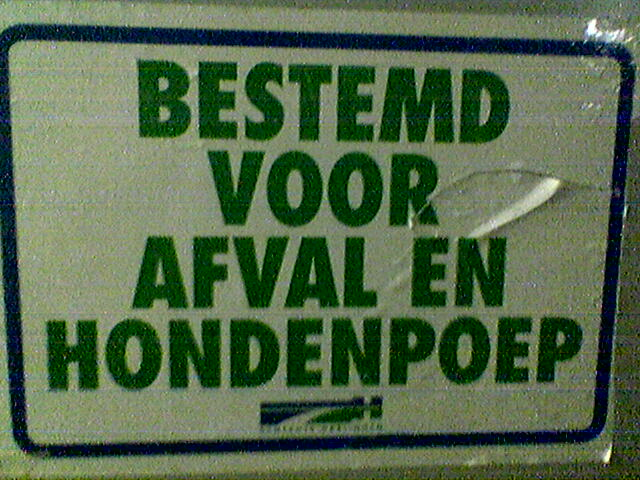
Sticker op gecombineerde hondenpoepcontainer
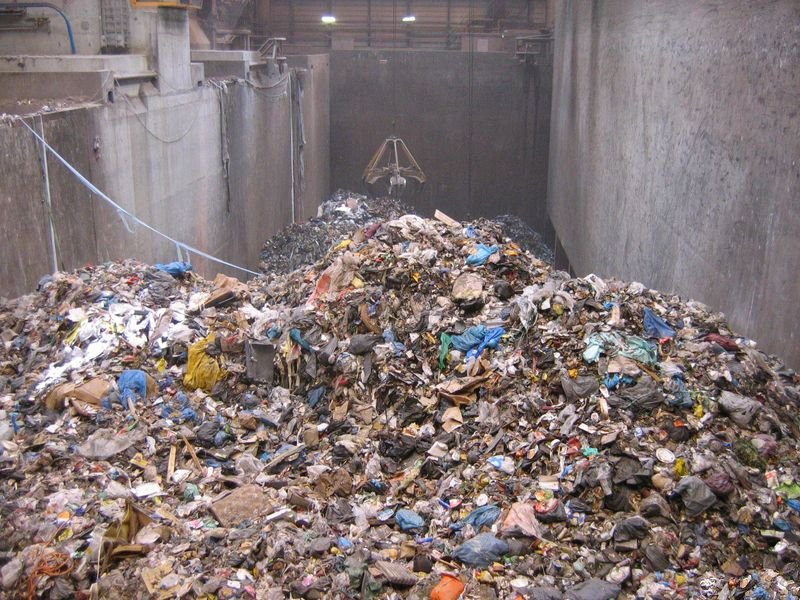
Afval bij Essent Milieu, locatie Wijster
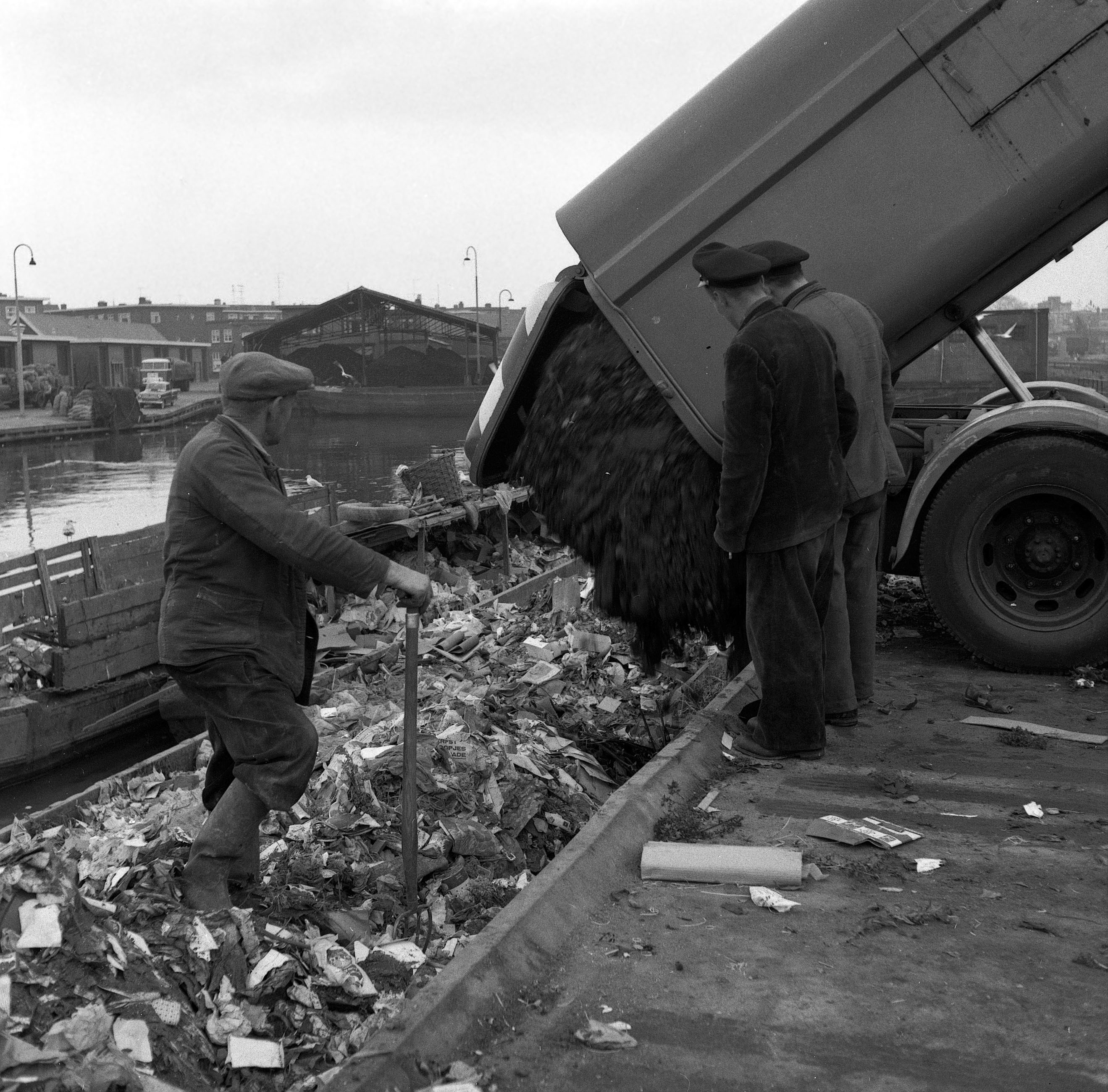
Huisvuil in Utrecht, 1959
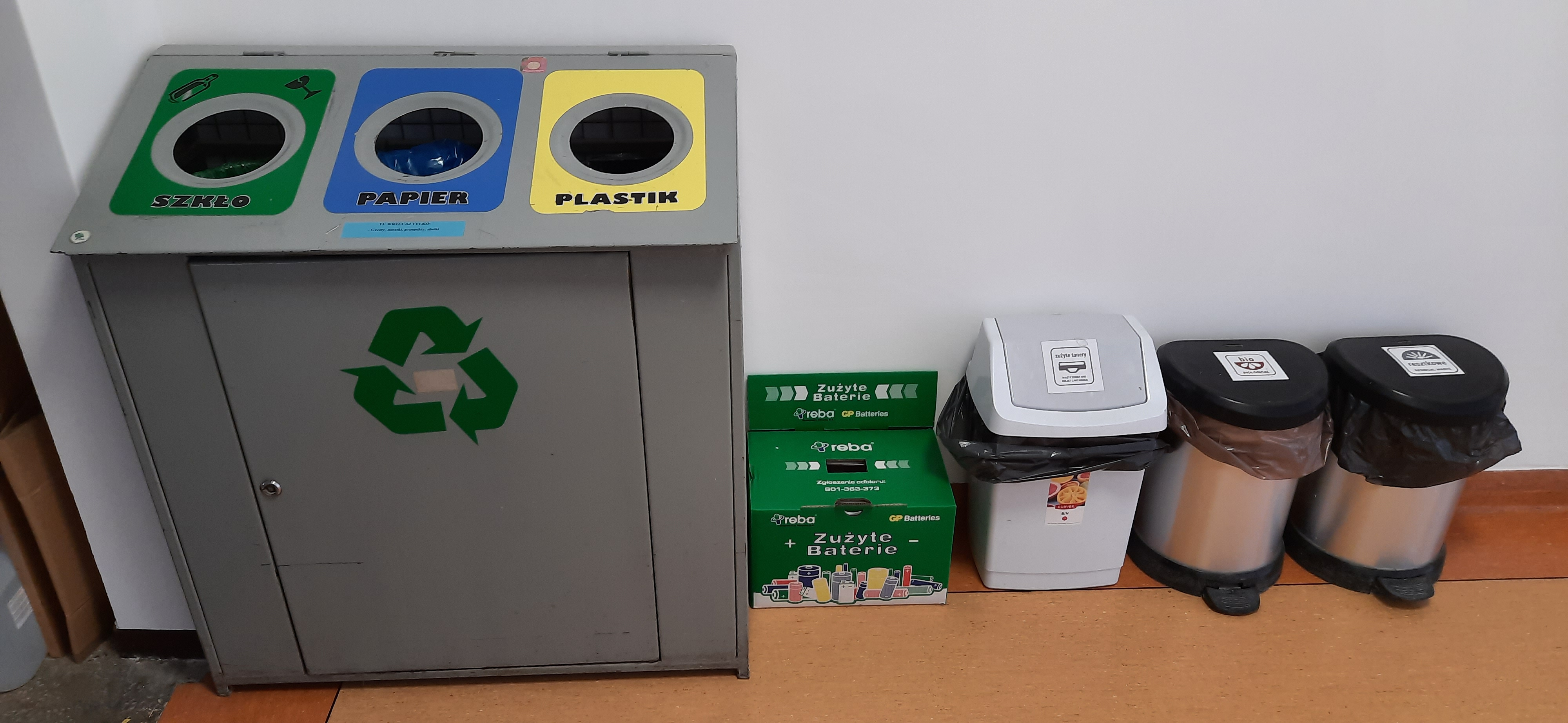
Recyclingpunt aan de Technische Universiteit Gdańsk